# Беллуш, Эмиль
Эми́ль Бе́ллуш (словац. Emil Belluš; 19 сентября 1899[…], Словенска Люпча, комитат Зойом — 14 декабря 1979[…], Братислава) — чехословацкий, словацкий архитектор, представитель функционализма.

## Биография
Родился в деревне Словенска-Люпча близ Банска-Бистрицы в семье столяра, был первым ребёнком в семье. Отправной точкой его творческого образования стала атмосфера в семье, поскольку отец, несмотря на профессию, интересовался культурной жизнью Банска-Бистрицы, часто посещал театр, любил изобразительное искусство и воспитывал своих детей в таком же духе.
Окончил среднюю школу, позже поступил в восьмилетнюю классическую гимназию в Банска-Бистрице, которую окончил в восемнадцать лет, после чего был призван на службу в домобранство. Оставив службу в 1918 году, он поступил на архитектурный факультет университета Будапешта. Уже в следующем году он уехал в Прагу, столицу ставшей независимой Чехословакии, где продолжил учёбу на архитектурном факультете Высшей технической школы (1919—1923). Во время обучения там стал активным участником студенческой организации Detvan, в которую входили художники, музыканты и философы и где он приобрёл многих друзей на всю жизнь.
В 1924 году спроектировал многофункциональный Народный дом в Банска-Бистрице, построенный в стиле традиционализма. В 1925 году Беллуш открыл собственную архитектурную студию в Братиславе и стал членом Ассоциации словацких художников, регулярно посещая все их выставки в Братиславе, Ходонине и Кракове, начал сотрудничать с Мартином Бенкой и Янко Алексием. В 1928 году он присоединился к вновь созданной Школе искусств и ремёсел (вместе с Душаном Юрковичем и Фредериком Вейнвурмом). Также он работал с театральным режиссёром Яном Жамницким в Словацком национальном театре в качестве сценографа. Кроме того, Беллуш был одним из редакторов культурологического журнала Nová Bratislava.

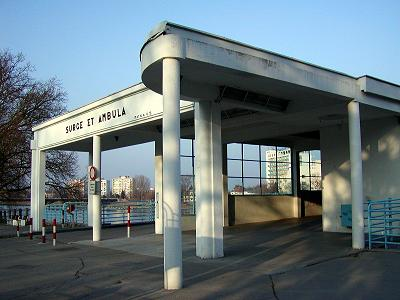
Колоннадный мост в Пьештянах. Восточный фасад

1930-е и 1940-е годы были временем наивысшего творческого подъёма Беллуша. Он спроектировал ряд общественных, административных, жилых и промышленных зданий, многие из которых сильно повлияли на облик Братиславы. Работа Беллуша является важным вкладом не только в словацкую, но и в европейскую архитектуру функционализма, большая часть его работ стала национальными культурными памятниками.
Сыграл важную роль в развитии архитектурного образования в Словакии. Беллуш — один из создателей Словацкого технического университета (ныне Словацкий технологический университет), где с 1939 по 1970 годы он был профессором и с 1945 по 1946 год — деканом факультета гражданского строительства. В 1955 году он стал академиком Словацкой академии наук, а в 1956 году получил степень доктора философии. Его последним проектом стал интернат «Молодая гвардия» в Братиславе в 1954 году, после чего он посвятил себя только теоретической и педагогической деятельности.

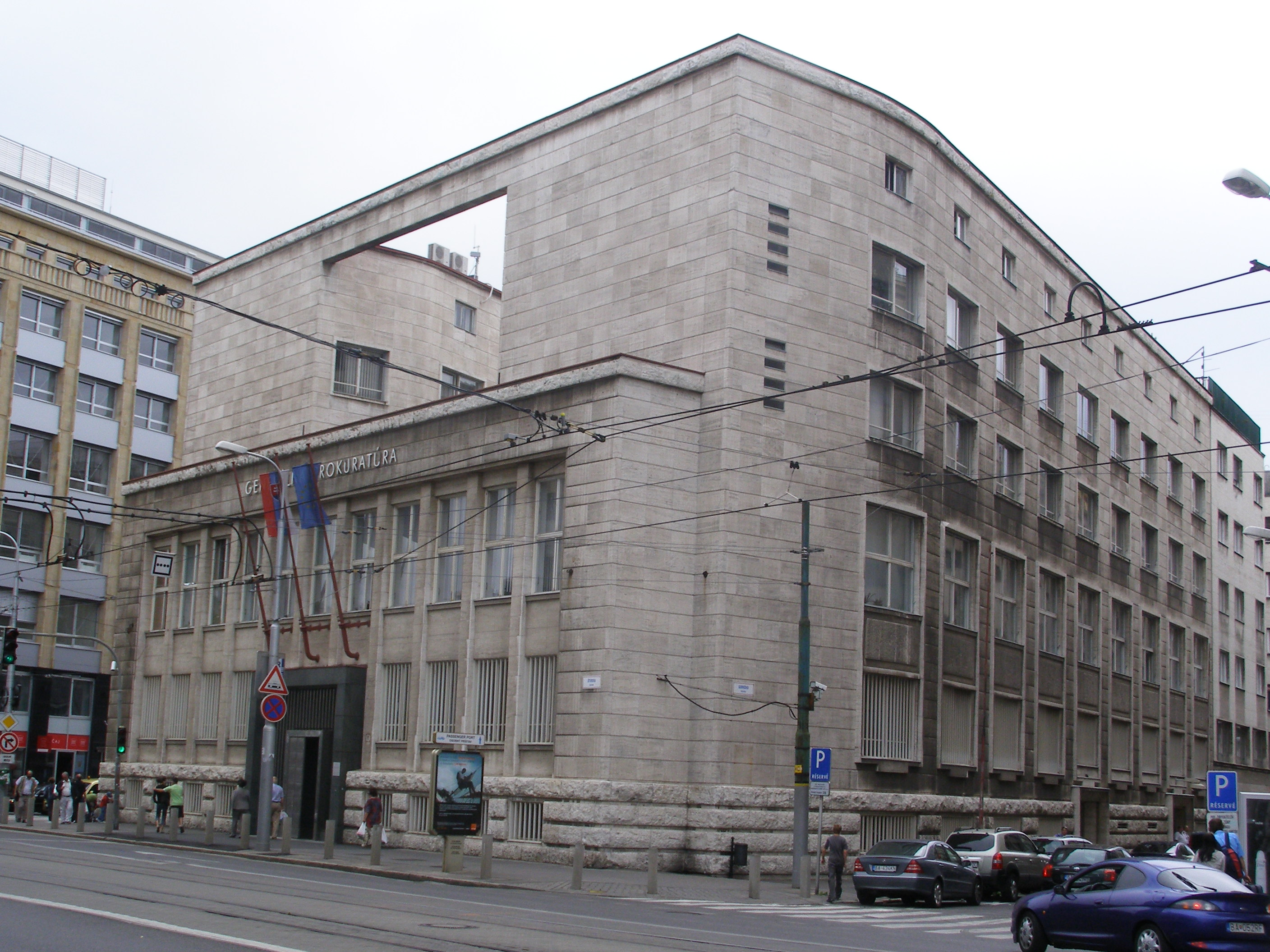
Здание Народного банка в Братиславе

Эмиль Беллуш также внёс важный вклад в формирование государственных архитектурных органов. Он был президентом Общества словацких архитекторов (1945—1953) и Союза словацких архитекторов (1955—1956). Основал несколько научных журналов, например, в 1939 году — «Словацкий технический горизонт», в котором публиковались статьи о городской архитектуре и окружающей среде. Участвовал в написании Строительной энциклопедии.
За свою работу в 1965 году удостоен звания народного деятеля искусств. В 1974 году получил премию Юрковича. Умер в Братиславе в возрасте восьмидесяти лет. В честь Беллуша в 1990 году учреждена премия его имени за жизненные достижения. В Праге одна из улиц названа его именем.

## Постройки
- 1924 — Народный дом, Банска-Бистрица,
- 1930 — здание Словацкого гребного клуба, Братислава,
- 1932 — Колоннадный мост, Пьештяны,
- 1931 — Почта и телеграф, Пьештяны,
- 1936 — мукомольный завод NUPOD, Трнава,
- 1934—1937 — кооперативные дома на площади Словацкого Народного Восстания, Братислава,
- 1936—1938 — здание Народного банка (ныне — Генеральной прокуратуры Словакии), Братислава,
- 1943 — здание Инженерной палаты на Капуцинской улице, Братислава,
- 1946 — водонапорный комплекс, Трнава (вместе с Павлом Гавелком)
- 1948 — Новая ратуша, Братислава,
- 1947—1950 — здание архитектурного факультета СТУ на площади Свободы, Братислава,
- 1948 — отель Devín, Братислава,
- 1954 — общежитие «Млада-гарда», Братислава.